# Фай, Бассиру Диомай
Бассиру Диомай Фай (фр. Bassirou Diomaye Faye; род. 25 марта 1980, Ндьаганьяо, Тиес) — сенегальский политический деятель, президент Сенегала с 2 апреля 2024 года, сооснователь и бывший генеральный секретарь распущенной левой партии «Африканские патриоты Сенегала за труд, этику и братство» (фр. Patriotes africains du Senegal pour le travail, l'ethique et la fraternite, ПАСТЕФ (фр. PASTEF); она же «Патриоты Сенегала»). Одержал победу на президентских выборах 2024 года, заменивший в качестве её выдвиженца дисквалифицированного кандидата Усмана Сонко.

## Ранний период жизни
Фай родился 25 марта 1980 года в селении Ндьяганьяо, расположенном в департаменте Мбур области Тиес на западе Сенегала. По национальности Фай — серер, его среднее имя, «Диомай», на языке серер означает «достопочтенный».
Фай окончил начальную школу в своём родном селе, после чего окончил среднюю и старшую школу в Мбуре. В 2000 году Фай получил степень бакалавра[где?]. Он успешно получил степень магистра права в Дакарском университете Шейха Анта Диопа. После выпуска он подал документы в три учебных заведения — полицейскую академию, академию мировых судей и Национальную школу управления Сенегала (ENA), которую окончили многие сенегальские политики и высокопоставленные чиновники. Вступительные экзамены в полицейскую академию Фаю сдать не удалось, однако он успешно сдал экзамены в оставшиеся два учебных заведения, и выбрал обучения в ENA (кроме того, в 2004 году Фай поступил в магистратуру). После окончания школы в 2007 году Фай решил стать налоговым инспектором, и стал работать в в Главном управлении недвижимости и налогов Сенегала, где подружился со своим однокурсником по ENA, Усманом Сонко.
Со временем Фай и Сонко стали всё больше сближаться. Фай стал работать в основанном Сонко Независимом профсоюзе агентов по недвижимости и налогам, а в 2012 году занял пост генсека профсоюза (Сонко остался почётным генсеком). Также Фай, наряду с Сонко стал сооснователем партии ПАСТЕФ. Во время своего пребывания во главе профсоюза Фай проводил кампанию за облегчение домовладения для налоговых агентов и агентов по недвижимости.

## Политическая деятельность
Фай, ко времени основания партии лишь начавшийся заниматься политкой, довольно быстро стал одной из самых видных фигур в партии. В дальнейшем он стал одним из идеологов и разработчиков программы Сонко по выдвижению его кандидатуры в президенты в 2019 году. Сонко набрал почти 16 % голосов и занял третье место.
В феврале 2021 года Усман Сонко был арестован по обвинению в неоднократном изнасиловании сотрудницы массажного салона Аджи Сарр. Сонко предъявлялись обвинения в эпизодах пяти изнасилования массажистки, продолжавшихся в период с июня 2020 по февраль 2021 года (хотя Сарр впервые подала жалобу на изнасилования со стороны Сонко в правоохранительные органы ещё 3 февраля 2019 года), а также в шантаже и в угрозах убийством. Из-за этого Сонко лишился возможности участвовать в выборах, и Фай стал генеральным секретарём ПАСТЕФ. В рамках своей стратегии по приходу к власти Фай попытался объединить оппозицию на выборах 2022 года, получив 56 мест в рамках альянса «Освободите народ».

### Заключение
14 апреля 2023 года Фай, выходивший из своего офиса по налогам и недвижимости в Дакаре, был задержан полицией по обвинениям, включая «распространение фейк-ньюс, неуважение к суду и клевету на официальный орган» после публикации в одной социальных сетей. В своём посте он осудил предполагаемую несправедливость в судебной системе, предвидя приговор, который потенциально может дисквалифицировать Сонко в юридическом споре между ПАСТЕФ и министром туризма Маме Мбайе Ниангом. Фай обвинил судебные власти в том, что вместо борьбы с настоящими преступниками они выполняют указания правительства. По мере развития ситуации ему были предъявлены дополнительные обвинения в «подстрекательстве к восстанию» и «подрыве государственной безопасности», что повлекло за собой бессрочное содержание под стражей. Интересно, что в ноябре 2018 года в интервью «Аль-Джазире» Фай негативно высказывался о законе, ужесточавшем контроль сенегальских властей над соцсетями, и принятом незадолго до этого.
После попытки действующего президента Маки Саля в феврале отложить выборы, сославшись на неразрешённые споры о том, кто может баллотироваться, произошли массовые протесты, и Конституционный совет отменил отсрочку. В ответ на протесты Саль заявил, что покинет свой пост, как и планировалось, 2 апреля, назначив дату выборов на 24 марта. Он также выразил готовность освободить Сонко, Файе и всех их сторонников в знак доброй воли. В конце февраля правительство внесло законопроект об амнистии, чтобы успокоить социально-политический климат. Правительство освободило несколько сотен политических заключенных, а 14 марта, за несколько дней до выборов, Сонко и Файе были освобождены из тюрьмы.

### Президентская кампания
Из-за неуверенности в возможности того, что Сонко станет кандидатом на президентских выборах, ПАСТЕФ ещё в ноябре 2023 года поддержала Фая в качестве своего кандидата на президентских выборах 2024 года, несмотря на то, что к тому моменту он находился под следствием. Однако несколькими месяцами ранее партия была распущена, что означало, что Фай баллотровался в качестве независимого кандидата. 20 января 2024 года Конституционный совет Сенегала опубликовал окончательный список кандидатов на президентских выборах, и Сонко не появился в нём даже после нескольких судебных баталий. Кандидатура Фая была утверждена, поскольку он так и не был осуждён, хотя и оставался под стражей. Сонко быстро заявил о своей поддержке Фая на выборах.
15 марта 2024 года, на следующий день после своего освобождения из-под стражи, Бассиру Диомай Фай выступил на своём первом публичном выступлении в качестве кандидата в президенты, митинг собрал сотни сторонников Фая. Фая в тот момент поддержали Сенегальская демократическая партия и её руководитель Абдулай Вад, бывший президентом Сенегала в 2000-2012 годах, что повысило шансы Фая на победу в выборах. На этот шаг Вад и его партия вынужденны были пойти после того, как от участия в президентской гонке отстранили кандидата от Сенегальской демократической партии Карима Вада, сына Абудаля Вада, поскольку у Карима на тот момент было двойное гражданство. Шейх Тидиан Дийе, ещё один кандидат на президентских выборах, снял свою кандидатуру в пользу Фая.
Во время президентской кампании Фай пообещал создать рабочие места, решительно выступил против коррупции и пообещал пересмотреть энергетические контракты. Он баллотировался под лозунгом «Диомайе — это Сонко» (волоф Diomaye mooy Sonko), с надеждой, что харизма Сонко и его популярность среди молодёжи Сенегала поспособствуют его предвыборной кампании. Программа Файе аналогична программе Сонко 2019 года. Во время предвыборной кампании Фай опубликовал декларацию о своих активах и призвал других кандидатов последовать его примеру.

### Президентство
Бассиру Диомай Фай одержал победу на первом же туре выборов, набрав 54,3% голосов избирателей. На момент избрания Фаю было 44 года, он стал самым молодым президентом Сенегала в истории страны. На инаугурации, прошедшей 2 апреля 2024 года, из гостей присутствовали президент Нигерии и глава ЭКОВАС Бола Тинубу, президент Ганы Нана Акуфо-Аддо, президент Мавритании Мухаммед ульд аш-Шейх аль-Газуани, президент Гамбии Адама Барроу президент Гвинеи Мамади Думбуя, президент Гвинеи-Бисау Умару Сисоку Эмбало и председатель комиссии Африканского союза Мусса Факи Мохамед, а кроме того, представители от военных режимов Буркина-Фасо, Мали и Нигера. В своей инаугурационной речи Фай заявил:

Я вижу стремление народа к системным изменениям, Сенегал под моим руководством станет страной надежды, мирной страной с независимым правосудием и более прочной демократией. Я отчетливо слышу голоса раскрепощенного общества, которое громко и ясно заявляет о нашем стремлении к большему суверенитету, развитию и благополучию в Африке.

Также Фай в своей речи подчеркнул, что Сенегал открыт к международному сотрудничеству, но уважительно относящемуся к суверенитету Сенегала и отвечающему интересам сенегальского народа.

## Политические взгляды
Фай верит в системные изменения и левый панафриканизм для восстановления суверенитета Сенегала. Некоторые аналитики считают, что эта риторика является намёком на намерения дистанцировать страну от западных держав, особенно от бывшей метрополии — Франции. Он также пообещал бороться с «французской экономической мёртвой хваткой» в случае своего избрания.

### Внутренняя политика
Фай пообещал сократить президентские полномочия и вновь ввести пост вице-президента. Кроме того, Фай считает, что между исполнительной и судебной властью не должно быть никаких связей. Его план предполагает переход от Конституционного совета к Конституционному суду, позиционируя его как вершину судебной структуры. Кроме того, стремясь повысить подотчётность и укрепить механизмы надзора, он предлагает упразднить политические фонды и заменить их специальными фондами, выделяемыми Ассамблеей для важнейших операций, таких как закупка оружия и тайные миссии. Кроме того, будет принято законодательство для защиты информаторов в соответствии с принципами, изложенными в законе о прозрачности управления государственными финансами.
Фай отдал приоритет борьбе с политической коррупцией, если его изберут президентом, заявив: «Ни одна страна не может развиваться, если ей присущи коррупция и растрата государственных средств».

### Внешняя политика
28 ноября 2024 года в интервью AFP Фай заявил о необходимости Франции закрытия своих военных баз на территории Сенегала, так как по его словам «Сенегал — это независимая, суверенная страна, а суверенитет не допускает присутствия [иностранных] военных баз». Также Фай не исключил, что Сенегал в будущем потребует официальных извинений от Франции за массовое убийство в 1944 году сенегальских стрелков-тиральеров в Тиаройе, пригороде Дакара. В тот же день согласно Фаю, президент Франции Эмманюэль Макрон прислал ему письмо, где признал произошедшие в 1944 году события «резнёй». Также Фай подчеркнул, что уход французского военного присутствия не означает разрыва отношений с Францией, поскольку, по его же словам, у Китая, крупнейшего торгового партнёра Сенегала нет военных баз на территории Сенегала, равно как и у других стран с конструктивными отношениями с Сенегалом: США, Турцией и Саудовской Аравией. Впоследствии, в заявлении, опубликованном правительствами Сенегала и Франции 12 февраля 2025 года, было объявлено о создании совместной комиссии, которая будет обеспечивать вывод французских войск из Сенегала. Ожидается, что они покинут территорию Сенегала к концу 2025 года.

### Экономика
Фай хочет провести денежную реформу для финансирования экономики Сенегала, ликвидировав франк КФА. В своей программе он заявляет: «Мы проведём денежную реформу, которая позволит нашей стране иметь собственную валюту». На пресс-конференции он добавил, что, по его мнению, «нет суверенитета, если нет денежного суверенитета». После обеспокоенности иностранных инвесторов в марте 2023 года он отказался от своего обещания, заявив: «Сенегал сначала будет стремиться провести реформу франка КФА на региональном уровне, а если это не удастся, рассмотрит возможность создания национальной валюты».

### Энергетика
Фай верит в пересмотр контрактов между правительством и корпорациями в различных секторах, от энергетики и горнодобывающей промышленности до рыболовства. Он также пообещал поровну распределить прибыль от газового месторождения, добыча на котором, как ожидается, начнётся в 2024 году.

### Военная сфера
Фай стремится повысить репутацию и честность сил обороны и безопасности посредством согласованных усилий по борьбе с коррупцией и неэффективностью. Эта инициатива направлена на обеспечение оптимального использования ресурсов путём реализации программ, направленных на повышение морального духа, мотивации и контроля офицеров. Кроме того, есть обязательство повысить зарплаты нижестоящим военнослужащим. Его программа обещает поддержать основную идентичность Вооружённых сил Сенегала, выступая за возврат к военным принципам и предотвращая их участие в политической деятельности. Кроме того, план включает в себя укрепление воздушного потенциала армии за счёт закупки стратегических транспортных самолётов, таких как C-130, для эффективного выполнения внешних обязательств.

## Личная жизнь
Фай является многоженцем, он стал первым многоженцем в должности президента Сенегала (полигамия в Сенегале разрешена законодательно). У него две жены: Мари Хон Файе, христианка по вероисповедованию (в браке с 2009 года), и Абса Файе, мусульманка (в браке с 2023 года). Мари Хон — землячка Фая, также уроженка Ндьяганьяо; кроме того, она близкая родственница мужа, у неё четверо детей: трое cыновей и дочь, детей в браке с Абсой нет. Файе и Усман Сонко — близкие друзья, даже назвали одного из своих сыновей Усманом в честь их дружбы.